# Benjamín Kuscevic
Benjamín Kuscevic Jaramillo (* 2. Mai 1996 in Santiago) ist ein chilenischer Fußballspieler. Der Innenverteidiger gewann mit Palmeiras São Paulo zweimal die Copa Libertadores.

## Karriere

### Verein
Benjamín Kuscevic begann seine Karriere in der Jugend des Universidad Católica. Mit 18 Jahren wurde er an Real Madrid verliehen, für die er in der Jugend spielte. Real Madrid zog aber nicht die bestehende Kaufoption, so dass er wieder nach Chile zurückkehrte und sich in die erste Mannschaft des Universitätsklub spielte. Insgesamt bestritt er bis zu seinem Wechsel 2020 für Universidad Católica 66 Ligaspiele und gewann vier Meisterschaften. Die fünfte Meisterschaft folgt nach seinem Wechsel zu Palmeiras São Paulo, da er 2020 noch sieben Partien für den späteren Meister absolvierte. Mit den Brasilianern gewann er sofort die Copa do Brasil 2020 und sowohl 2020 als auch 2021 die Copa Libertadores. 2021 warf Kuscevic mit Palmeiras seinen früheren Klub Universidad Católica im Achtelfinale aus dem Wettbewerb. Nach dem Sieg in der Staatsmeisterschaft 2022 konnte Kuscevic mit Palmeiras im November deren elften nationalen Meistertitel feiern.
Kuscevic wechselte 2023 zum Coritiba FC. Zur Saison 2024 wurde er an den Fortaleza EC verliehen.

### Nationalmannschaft
Im März 2013 spielte Benjamín Kuscevic für die U-17-Nationalmannschaft bei der U-17-Fußball-Südamerikameisterschaft in Argentinien. Im Dezember 2014 wurde er für den Kader der U-20-Fußball-Südamerikameisterschaft 2015 in Uruguay nominiert und absolvierte drei der vier Partien. Chile schied als Gruppenletzter aus.
Sein Länderspieldebüt für die A-Nationalmannschaft gab der Innenverteidiger im November 2018, als er im Freundschaftsspiel gegen Honduras in der letzten Spielminute eingewechselt wurde. Er absolvierte neben weiteren Freundschaftsspielen auch zwei Qualifikationsspiele für die Fußball-Weltmeisterschaft 2022 in Katar, für die sich Chile aber nicht qualifizieren konnte.

## Erfolge
Universidad Católica
- Chilenischer Meister (5): 2015/16-C, 2016/17-A, 2018, 2019, 2020
- Supercopa de Chile: 2016, 2019

Palmeiras
- Copa do Brasil: 2020
- Staatsmeisterschaft von São Paulo: 2022
- Copa-Libertadores-Sieger (2): 2020, 2021
- Recopa Sudamericana: 2022
- Campeonato Brasileiro de Futebol: 2022
- Supercopa do Brasil: 2023

Fortaleza
- Copa do Nordeste: 2024